# As (mynt)

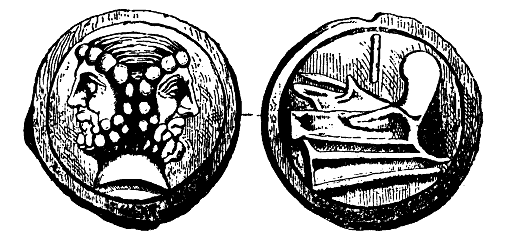
Romerskt as av koppar

As eller ass var ett romerskt mynt, som började användas omkring 280 f.Kr. Det var då ett bronsmynt men i och med myntreformen 23 f.Kr. blev det istället ett kopparmynt.